# Copa del Món de Futbol de 1954
La Copa del Món de Futbol 1954 va ser la cinquena edició de la Copa del Món de Futbol i va tenir lloc a Suïssa (un dels pocs països no afectats per la Segona Guerra Mundial), l'any 1954. Suïssa, a més, era la seu de la FIFA, que per aquelles dates complia el seu cinquantenari.
La competició es disputà entre el 16 de juny i el 4 de juliol de 1954 i Alemanya Occidental en fou campió en derrotar el que era considerat com el millor equip del moment, Hongria, a la final per 3 a 2, en un partit que rebé el sobrenom del miracle de Berna.

## Antecedents
Encara que feia quasi deu anys del final de la Segona Guerra Mundial, els seus efectes encara eren visibles a Europa. Inicialment, Suïssa havia estat escollida com a seu del torneig que s'havia de disputar el 1949, que fou ajornat i es va celebrar al Brasil el 1950. D'aquesta manera l'organització suïssa fou ajornada quatre anys més a fi d'enllestir els estadis necessaris per a la disputa de la copa i celebrar el cinquantenari de la fundació de la FIFA, que tenia la seu a Zúric.

## Seus
| Berna                                              | Basilea                                            | Lausana                                              |
| -------------------------------------------------- | -------------------------------------------------- | ---------------------------------------------------- |
| Wankdorfstadion                                    | Estadi de St. Jakob                                | Stade Olympique de la Pontaise                       |
| 46° 57′ 46″ N, 7° 27′ 54″ E / 46.96278°N,7.46500°E | 47° 32′ 29″ N, 7° 37′ 12″ E / 47.54139°N,7.62000°E | 46° 32′ 00″ N, 006° 37′ 27″ E / 46.53333°N,6.62417°E |
| Capacitat: 64,600                                  | Capacitat: 54,800                                  | Capacitat: 50,300                                    |
|                                                    |                                                    |                                                      |
| BasileaBernaZúricLausanaLuganoGinebra              |                                                    |                                                      |
| Ginebra                                            | Lugano                                             | Zúric                                                |
| Stade des Charmilles                               | Stadio Comunale di Cornaredo                       | Hardturm-Stadion                                     |
| 46° 12′ 33″ N, 6° 07′ 06″ E / 46.2091°N,6.1182°E   | 46° 01′ 25″ N, 8° 57′ 42″ E / 46.02361°N,8.96167°E | 47° 23′ 35″ N, 8° 30′ 17″ E / 47.39306°N,8.50472°E   |
| Capacitat: 35,997                                  | Capacitat: 35,800                                  | Capacitat: 34,800                                    |
|                                                    |                                                    |                                                      |

## Equips participants

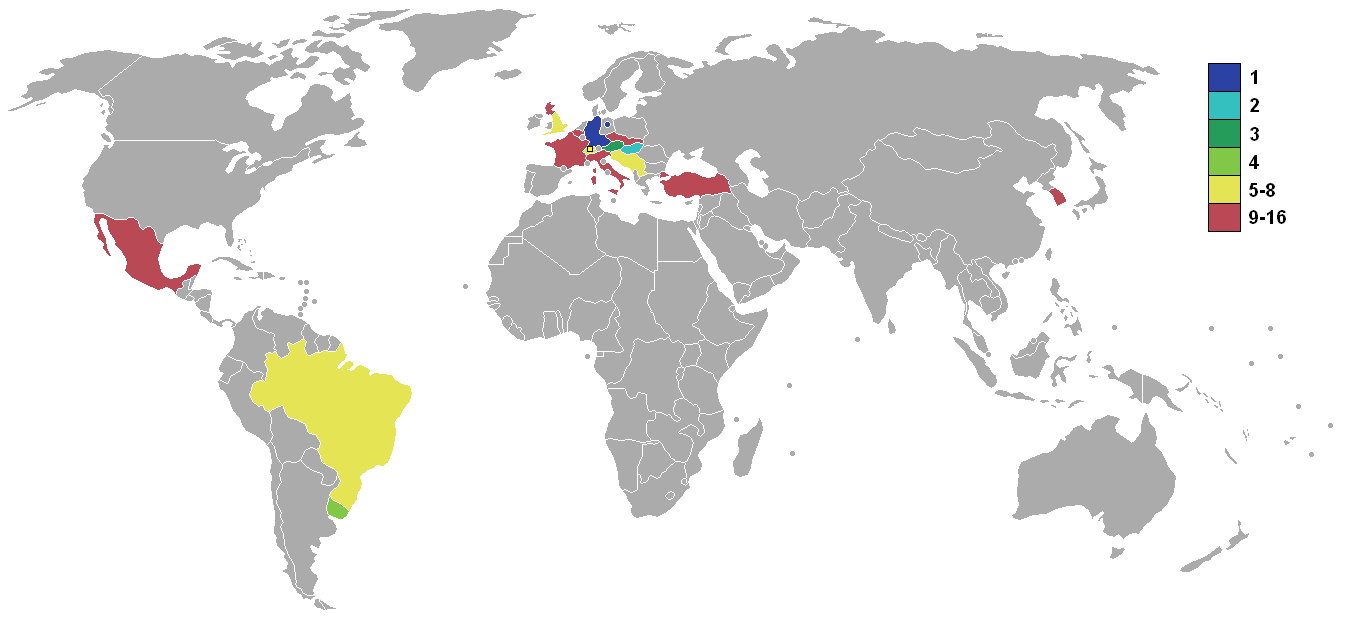
Equips participants

Per a aquest torneig s'hi va inscriure un total de trenta-nou associacions, pel que es va haver de disputar una ronda de qualificació, per a determinar les setze classificades. Per primer cop, es disputaren rondes classificatòries a Àsia i Sud-amèrica, ja que fins aleshores els classificats ho havien fet per renúncia dels contrincants. Suïssa, com a organitzador, i Uruguai, com a campió de la darrera edició, es classificaren directament.
Alemanya i el Japó tornaren a la competició després de la prohibició de l'edició anterior. Els alemanys, però, participaren dividits en diversos equips i l'Alemanya Occidental guanyà la plaça contra el Protectorat del Sarre (territori sota administració francesa). L'Alemanya Oriental no participà en el Mundial fins quatre anys més tard.
Les seleccions classificades foren (en cursiva les seleccions debutants):
| Equips participants | Equips participants | Equips participants | Equips participants |
| ------------------- | ------------------- | ------------------- | ------------------- |
| Alemanya Occidental | Brasil              | Hongria             | Suïssa              |
| Anglaterra          | Corea del Sud       | Iugoslàvia          | Turquia             |
| Àustria             | Escòcia             | Itàlia              | Txecoslovàquia      |
| Bèlgica             | França              | Mèxic               | Uruguai             |

1. ↑  Primera participació d'Alemanya Occidental com a tal, tot i que a efectes pràctics es pot considerar successora de les participacions l'Alemanya.

## Resultats

### Primera fase
En aquesta edició de la Copa del Món es modificà el format respecte a l'anterior. Els 16 equips classificats es dividiren en quatre grups. A cada grup s'establiren dos caps de sèrie, de forma que, en lloc del tradicional enfrontament tots contra tots, només s'enfrontaren els caps de sèrie contra els que no ho eren, per un total de quatre partits per grup. En cas d'empat entre dos seleccions es disputà un partit de desempat. El vuit classificats s'enfrontaren en partits de quarts de final, semifinals i final, en lloc del grup final que es disputà a l'edició anterior.

#### Grup 1
| Pos | Equip      | PJ | PG | PE | PP | GF | GC | DG | Pts | Classificació           |
| --- | ---------- | -- | -- | -- | -- | -- | -- | -- | --- | ----------------------- |
| 1   | Brasil     | 2  | 1  | 1  | 0  | 6  | 1  | +5 | 3   | Avança a la segona fase |
| 2   | Iugoslàvia | 2  | 1  | 1  | 0  | 2  | 1  | +1 | 3   | Avança a la segona fase |
| 3   | França     | 2  | 1  | 0  | 1  | 3  | 3  | 0  | 2   |                         |
| 4   | Mèxic      | 2  | 0  | 0  | 2  | 2  | 8  | −6 | 0   |                         |

| Brasil                                                 | 5–0     | Mèxic |
| ------------------------------------------------------ | ------- | ----- |
| Baltazar 23' · Didi 30' · Pinga 34', 43' · Julinho 69' | Informe |       |

| Iugoslàvia      | 1–0     | França |
| --------------- | ------- | ------ |
| Milutinović 15' | Informe |        |

| Brasil   | 1–1 (pr.) | Iugoslàvia |
| -------- | --------- | ---------- |
| Didi 69' | Informe   | Zebec 48'  |

| França                                            | 3–2     | Mèxic                       |
| ------------------------------------------------- | ------- | --------------------------- |
| Vincent 19' · Cárdenas 46' (p.p.) · Kopa 88' (p.) | Informe | Lamadrid 54' · Balcázar 85' |

#### Grup 2
| Pos | Equip               | PJ | PG | PE | PP | GF | GC | DG  | Pts | Classificació                         |
| --- | ------------------- | -- | -- | -- | -- | -- | -- | --- | --- | ------------------------------------- |
| 1   | Hongria             | 2  | 2  | 0  | 0  | 17 | 3  | +14 | 4   | Avança a la segona fase               |
| 2   | Alemanya Occidental | 2  | 1  | 0  | 1  | 7  | 9  | −2  | 2   | Van disputar un partit pel segon lloc |
| 3   | Turquia             | 2  | 1  | 0  | 1  | 8  | 4  | +4  | 2   | Van disputar un partit pel segon lloc |
| 4   | Corea del Sud       | 2  | 0  | 0  | 2  | 0  | 16 | −16 | 0   |                                       |

| Alemanya Occidental                                   | 4–1     | Turquia |
| ----------------------------------------------------- | ------- | ------- |
| Schäfer 14' · Klodt 52' · O. Walter 60' · Morlock 84' | Informe | Suat 2' |

| Hongria                                                                             | 9–0     | Corea del Sud |
| ----------------------------------------------------------------------------------- | ------- | ------------- |
| Puskás 12', 89' · Lantos 18' · Kocsis 24', 36', 50' · Czibor 59' · Palotás 75', 83' | Informe |               |

| Hongria                                                                  | 8–3     | Alemanya Occidental                 |
| ------------------------------------------------------------------------ | ------- | ----------------------------------- |
| Kocsis 3', 21', 69', 78' · Puskás 17' · Hidegkuti 52', 54' · J. Tóth 75' | Informe | Pfaff 25' · Rahn 77' · Herrmann 84' |

| Turquia                                                      | 7–0     | Corea del Sud |
| ------------------------------------------------------------ | ------- | ------------- |
| Suat 10', 30' · Lefter 24' · Burhan 37', 64', 70' · Erol 76' | Informe |               |

##### Partit pel segon lloc
| Alemanya Occidental                                                     | 7–2     | Turquia                  |
| ----------------------------------------------------------------------- | ------- | ------------------------ |
| O. Walter 7' · Schäfer 12', 79' · Morlock 30', 60', 77' · F. Walter 62' | Informe | Mustafa 21' · Lefter 82' |

#### Grup 3
| Pos | Equip          | PJ | PG | PE | PP | GF | GC | DG | Pts | Classificació           |
| --- | -------------- | -- | -- | -- | -- | -- | -- | -- | --- | ----------------------- |
| 1   | Uruguai        | 2  | 2  | 0  | 0  | 9  | 0  | +9 | 4   | Avança a la segona fase |
| 2   | Àustria        | 2  | 2  | 0  | 0  | 6  | 0  | +6 | 4   | Avança a la segona fase |
| 3   | Txecoslovàquia | 2  | 0  | 0  | 2  | 0  | 7  | −7 | 0   |                         |
| 4   | Escòcia        | 2  | 0  | 0  | 2  | 0  | 8  | −8 | 0   |                         |

| Uruguai                     | 2–0     | Txecoslovàquia |
| --------------------------- | ------- | -------------- |
| Míguez 71' · Schiaffino 84' | Informe |                |

| Àustria    | 1–0     | Escòcia |
| ---------- | ------- | ------- |
| Probst 33' | Informe |         |

| Uruguai                                                   | 7–0     | Escòcia |
| --------------------------------------------------------- | ------- | ------- |
| Borges 17', 47', 57' · Míguez 30', 83' · Abbadie 54', 85' | Informe |         |

| Àustria                                 | 5–0     | Txecoslovàquia |
| --------------------------------------- | ------- | -------------- |
| Stojaspal 3', 65' · Probst 4', 21', 24' | Informe |                |

#### Grup 4
| Pos | Equip      | PJ | PG | PE | PP | GF | GC | DG | Pts | Classificació                         |
| --- | ---------- | -- | -- | -- | -- | -- | -- | -- | --- | ------------------------------------- |
| 1   | Anglaterra | 2  | 1  | 1  | 0  | 6  | 4  | +2 | 3   | Avança a la segona fase               |
| 2   | Suïssa     | 2  | 1  | 0  | 1  | 2  | 3  | −1 | 2   | Van disputar un partit pel segon lloc |
| 3   | Itàlia     | 2  | 1  | 0  | 1  | 5  | 3  | +2 | 2   | Van disputar un partit pel segon lloc |
| 4   | Bèlgica    | 2  | 0  | 1  | 1  | 5  | 8  | −3 | 1   |                                       |

| Suïssa                  | 2–1     | Itàlia        |
| ----------------------- | ------- | ------------- |
| Ballaman 18' · Hügi 78' | Informe | Boniperti 44' |

| Anglaterra                            | 4–4 (pr.) | Bèlgica                                            |
| ------------------------------------- | --------- | -------------------------------------------------- |
| Broadis 26', 63' · Lofthouse 36', 91' | Informe   | Anoul 5', 71' · Coppens 67' · Dickinson 94' (p.p.) |

| Itàlia                                                       | 4–1     | Bèlgica   |
| ------------------------------------------------------------ | ------- | --------- |
| Pandolfini 41' (p.) · Galli 48' · Frignani 58' · Lorenzi 78' | Informe | Anoul 81' |

| Anglaterra               | 2–0     | Suïssa |
| ------------------------ | ------- | ------ |
| Mullen 43' · Wilshaw 69' | Informe |        |

##### Partit pel segon lloc
| Suïssa                                    | 4–1     | Itàlia    |
| ----------------------------------------- | ------- | --------- |
| Hügi 14', 85' · Ballaman 48' · Fatton 90' | Informe | Nesti 67' |

### Segona fase
|  | Quarts de final      | Quarts de final      |                      |   | Semifinals  | Semifinals  |  |  | Final | Final |
|  |                      |                      |                      |   |             |             |  |  |       |       |
|  | 27 de juny - Berna   |                      |                      |   |             |             |  |  |       |       |
|  |                      |                      |                      |   |             |             |  |  |       |       |
|  | Brasil               | 2                    |                      |   |             |             |  |  |       |       |
|  | Brasil               | 2                    | 30 de juny - Lausana |   |             |             |  |  |       |       |
|  | Hongria              | 4                    |                      |   |             |             |  |  |       |       |
|  | Hongria              | 4                    | Hongria              | 4 |             |             |  |  |       |       |
|  | 26 de juny - Basilea |                      | Hongria              | 4 |             |             |  |  |       |       |
|  |                      | Uruguai              | 2                    |   |             |             |  |  |       |       |
|  | Uruguai              | Uruguai              | 2                    | 4 |             |             |  |  |       |       |
|  | Uruguai              |                      | 4 de juliol - Berna  | 4 |             |             |  |  |       |       |
|  | Anglaterra           | 2                    |                      |   |             |             |  |  |       |       |
|  | Anglaterra           | 2                    | Hongria              | 2 |             |             |  |  |       |       |
|  | 27 de juny - Ginebra |                      | Hongria              | 2 |             |             |  |  |       |       |
|  |                      | Alemanya Occidental  | 3                    |   |             |             |  |  |       |       |
|  | Iugoslàvia           | Alemanya Occidental  | 3                    | 0 |             |             |  |  |       |       |
|  | Iugoslàvia           | 30 de juny - Basilea |                      | 0 |             |             |  |  |       |       |
|  | Alemanya Occidental  | 2                    |                      |   |             |             |  |  |       |       |
|  | Alemanya Occidental  | 2                    | Alemanya Occidental  | 6 |             |             |  |  |       |       |
|  | 26 de juny - Lausana |                      | Alemanya Occidental  | 6 |             |             |  |  |       |       |
|  |                      | Àustria              | 1                    |   | Tercer lloc | Tercer lloc |  |  |       |       |
|  | Àustria              | Àustria              | 1                    | 7 | Tercer lloc | Tercer lloc |  |  |       |       |
|  | Àustria              |                      | 3 de juliol - Zuric  | 7 |             |             |  |  |       |       |
|  | Suïssa               | 5                    |                      |   |             |             |  |  |       |       |
|  | Suïssa               | 5                    | Uruguai              | 1 |             |             |  |  |       |       |
|  |                      |                      |                      |   |             |             |  |  |       |       |
|  | Àustria              | 3                    |                      |   |             |             |  |  |       |       |
|  | Àustria              | 3                    |                      |   |             |             |  |  |       |       |

#### Quarts de final
| Àustria                                                             | 7–5     | Suïssa                                 |
| ------------------------------------------------------------------- | ------- | -------------------------------------- |
| Wagner 25', 27', 53' · A. Körner 26', 34' · Ocwirk 32' · Probst 76' | Informe | Ballaman 16', 39' · Hügi 17', 19', 60' |

| Uruguai                                               | 4–2     | Anglaterra                 |
| ----------------------------------------------------- | ------- | -------------------------- |
| Borges 5' · Varela 39' · Schiaffino 46' · Ambrois 78' | Informe | Lofthouse 16' · Finney 67' |

| Alemanya Occidental         | 2–0     | Iugoslàvia |
| --------------------------- | ------- | ---------- |
| Horvat 9' (p.p.) · Rahn 85' | Informe |            |

| Hongria                                         | 4–2     | Brasil                               |
| ----------------------------------------------- | ------- | ------------------------------------ |
| Hidegkuti 4' · Kocsis 7', 88' · Lantos 60' (p.) | Informe | Djalma Santos 18' (p.) · Julinho 65' |

#### Semifinals
| Alemanya Occidental                                                           | 6–1     | Àustria    |
| ----------------------------------------------------------------------------- | ------- | ---------- |
| Schäfer 31' · Morlock 47' · F. Walter 54' (p.), 64' (p.) · O. Walter 61', 89' | Informe | Probst 51' |

| Hongria                                        | 4–2 (pr.) | Uruguai          |
| ---------------------------------------------- | --------- | ---------------- |
| Czibor 13' · Hidegkuti 46' · Kocsis 111', 116' | Informe   | Hohberg 75', 86' |

#### Tercer lloc
| Àustria                                           | 3–1     | Uruguai     |
| ------------------------------------------------- | ------- | ----------- |
| Stojaspal 16' (p.) · Cruz 59' (p.p.) · Ocwirk 89' | Informe | Hohberg 22' |

#### Final
| Alemanya Occidental         | 3–2     | Hongria               |
| --------------------------- | ------- | --------------------- |
| Morlock 10' · Rahn 18', 84' | Informe | Puskás 6' · Czibor 8' |

## Campió
| Guanyador de Copa del Món de Futbol de 1954 |
| ------------------------------------------- |
| · Alemanya Occidental · Primer títol        |

## Classificació final

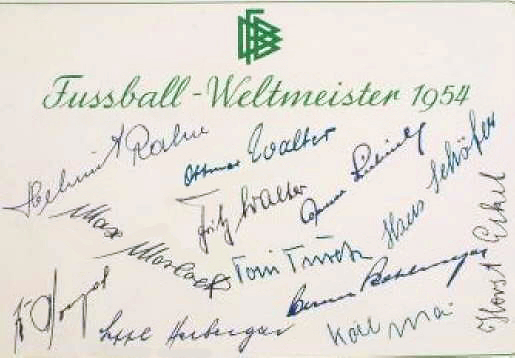
Carta firmada per l'entrenador Sepp Herberger i els 11 jugadors que disputaren la final.

El 1986, la FIFA va publicar un informe que classificava tots els equips de cada Copa del Món fins a la de 1986, basada en l'actuació a la competició, els resultats generals i la qualitat dels contraris (sense comptar els resultats de repetició). El rànquing del torneig de 1954 era el següent:
| P                             | Equip               | PJ | PG | PE | PP | GF | GC | DG  | Pts. |
| ----------------------------- | ------------------- | -- | -- | -- | -- | -- | -- | --- | ---- |
| 1                             | Alemanya Occidental | 6  | 5  | 0  | 1  | 25 | 14 | +11 | 10   |
| 2                             | Hongria             | 5  | 4  | 0  | 1  | 27 | 10 | +17 | 8    |
| 3                             | Àustria             | 5  | 4  | 0  | 1  | 17 | 12 | +5  | 8    |
| 4                             | Uruguai             | 5  | 3  | 0  | 2  | 16 | 9  | +7  | 6    |
| Eliminats als quarts de final |                     |    |    |    |    |    |    |     |      |
| 5                             | Suïssa              | 4  | 2  | 0  | 2  | 11 | 11 | 0   | 4    |
| 6                             | Brasil              | 3  | 1  | 1  | 1  | 8  | 5  | +3  | 3    |
| 7                             | Anglaterra          | 3  | 1  | 1  | 1  | 8  | 8  | 0   | 3    |
| 8                             | Iugoslàvia          | 3  | 1  | 1  | 1  | 2  | 3  | −1  | 3    |
| Eliminats a la primera fase   |                     |    |    |    |    |    |    |     |      |
| 9                             | Turquia             | 3  | 1  | 0  | 2  | 10 | 11 | −1  | 2    |
| 10                            | Itàlia              | 3  | 1  | 0  | 2  | 6  | 7  | −1  | 2    |
| 11                            | França              | 2  | 1  | 0  | 1  | 3  | 3  | 0   | 2    |
| 12                            | Bèlgica             | 2  | 0  | 1  | 1  | 5  | 8  | −3  | 1    |
| 13                            | Mèxic               | 2  | 0  | 0  | 2  | 2  | 8  | −6  | 0    |
| 14                            | Txecoslovàquia      | 2  | 0  | 0  | 2  | 0  | 7  | −7  | 0    |
| 15                            | Escòcia             | 2  | 0  | 0  | 2  | 0  | 8  | −8  | 0    |
| 16                            | Corea del Sud       | 2  | 0  | 0  | 2  | 0  | 16 | −16 | 0    |

## Golejadors
| 11 gols - [[Fitxer:Flag of Hungary 1949-1956.svg\|23x15px\|border \|alt=Hongria\|link=Selecció de futbol d'Hongria\|{{#if:\|]] Sandor Kocsis 6 gols - [[Fitxer:Flag of Switzerland.svg\|23x16px\|border \|alt=Suïssa\|link=Selecció de futbol de Suïssa\|{{#if:\|]] Sepp Huegi - [[Fitxer:Flag of Austria.svg\|23x15px\|border \|alt=Àustria\|link=Selecció de futbol d'Àustria\|{{#if:\|]] Erich Probst - [[Fitxer:Flag of Germany.svg\|23x15px\|border \|alt=Alemanya Occidental\|link=Selecció de futbol d'Alemanya Occidental\|{{#if:\|]] Max Morlock 4 gols - [[Fitxer:Flag of Germany.svg\|23x15px\|border \|alt=Alemanya Occidental\|link=Selecció de futbol d'Alemanya Occidental\|{{#if:\|]] Hans Schäfer - [[Fitxer:Flag of Germany.svg\|23x15px\|border \|alt=Alemanya Occidental\|link=Selecció de futbol d'Alemanya Occidental\|{{#if:\|]] Ottmar Walter - [[Fitxer:Flag of Germany.svg\|23x15px\|border \|alt=Alemanya Occidental\|link=Selecció de futbol d'Alemanya Occidental\|{{#if:\|]] Helmut Rahn - [[Fitxer:Flag of Switzerland.svg\|23x16px\|border \|alt=Suïssa\|link=Selecció de futbol de Suïssa\|{{#if:\|]] Robert Ballaman - [[Fitxer:Flag of Uruguay.svg\|23x15px\|border \|alt=Uruguai\|link=Selecció de futbol de l'Uruguai\|{{#if:\|]] Carlos Borges - [[Fitxer:Flag of Hungary 1949-1956.svg\|23x15px\|border \|alt=Hongria\|link=Selecció de futbol d'Hongria\|{{#if:\|]] Nandor Hidegkuti - [[Fitxer:Flag of Hungary 1949-1956.svg\|23x15px\|border \|alt=Hongria\|link=Selecció de futbol d'Hongria\|{{#if:\|]] Ferenc Puskas 3 gols - [[Fitxer:Flag of Turkey.svg\|23x15px\|border \|alt=Turquia\|link=Selecció de futbol de Turquia\|{{#if:\|]] Suat Mamat | - [[Fitxer:Flag of Turkey.svg\|23x15px\|border \|alt=Turquia\|link=Selecció de futbol de Turquia\|{{#if:\|]] Burhan Sargın - [[Fitxer:Flag of Uruguay.svg\|23x15px\|border \|alt=Uruguai\|link=Selecció de futbol de l'Uruguai\|{{#if:\|]] Óscar Míguez - [[Fitxer:Flag of Uruguay.svg\|23x15px\|border \|alt=Uruguai\|link=Selecció de futbol de l'Uruguai\|{{#if:\|]] Juan Hohberg - [[Fitxer:Flag of Belgium (civil).svg\|23x15px\|border \|alt=Bèlgica\|link=Selecció de futbol de Bèlgica\|{{#if:\|]] Léopold Anoul - [[Fitxer:Flag of Austria.svg\|23x15px\|border \|alt=Àustria\|link=Selecció de futbol d'Àustria\|{{#if:\|]] Theodor Wagner - [[Fitxer:Flag of Austria.svg\|23x15px\|border \|alt=Àustria\|link=Selecció de futbol d'Àustria\|{{#if:\|]] Ernst Stojaspal - [[Fitxer:Flag of England.svg\|23x15px\|border \|alt=Anglaterra\|link=Selecció de futbol d'Anglaterra\|{{#if:\|]] Nathaniel Lofthouse - [[Fitxer:Flag of Germany.svg\|23x15px\|border \|alt=Alemanya Occidental\|link=Selecció de futbol d'Alemanya Occidental\|{{#if:\|]] Fritz Walter - [[Fitxer:Flag of Hungary 1949-1956.svg\|23x15px\|border \|alt=Hongria\|link=Selecció de futbol d'Hongria\|{{#if:\|]] Zoltan Czibor 2 gols - [[Fitxer:Flag of Brazil.svg\|23x15px\|border \|alt=Brasil\|link=Selecció de futbol del Brasil\|{{#if:\|]] Pinga - [[Fitxer:Flag of Brazil.svg\|23x15px\|border \|alt=Brasil\|link=Selecció de futbol del Brasil\|{{#if:\|]] Didi - [[Fitxer:Flag of Brazil.svg\|23x15px\|border \|alt=Brasil\|link=Selecció de futbol del Brasil\|{{#if:\|]] Julinho - [[Fitxer:Flag of Hungary 1949-1956.svg\|23x15px\|border \|alt=Hongria\|link=Selecció de futbol d'Hongria\|{{#if:\|]] Péter Palotás - [[Fitxer:Flag of Hungary 1949-1956.svg\|23x15px\|border \|alt=Hongria\|link=Selecció de futbol d'Hongria\|{{#if:\|]] Mihály Lantos - [[Fitxer:Flag of Turkey.svg\|23x15px\|border \|alt=Turquia\|link=Selecció de futbol de Turquia\|{{#if:\|]] Lefter Küçükandonyadis - [[Fitxer:Flag of Uruguay.svg\|23x15px\|border \|alt=Uruguai\|link=Selecció de futbol de l'Uruguai\|{{#if:\|]] Julio Abbadie - [[Fitxer:Flag of Uruguay.svg\|23x15px\|border \|alt=Uruguai\|link=Selecció de futbol de l'Uruguai\|{{#if:\|]] Juan Schiaffino | - [[Fitxer:Flag of Austria.svg\|23x15px\|border \|alt=Àustria\|link=Selecció de futbol d'Àustria\|{{#if:\|]] Alfred Körner - [[Fitxer:Flag of Austria.svg\|23x15px\|border \|alt=Àustria\|link=Selecció de futbol d'Àustria\|{{#if:\|]] Ernst Ocwirk - [[Fitxer:Flag of England.svg\|23x15px\|border \|alt=Anglaterra\|link=Selecció de futbol d'Anglaterra\|{{#if:\|]] Ivor Broadis 1 gol - [[Fitxer:Flag of Yugoslavia (1946-1992).svg\|23x15px\|border \|alt=República Federal Socialista de Iugoslàvia\|link=Selecció de futbol de Iugoslàvia\|{{#if:\|]] Miloš Milutinović - [[Fitxer:Flag of Yugoslavia (1946-1992).svg\|23x15px\|border \|alt=República Federal Socialista de Iugoslàvia\|link=Selecció de futbol de Iugoslàvia\|{{#if:\|]] Branko Zebec - [[Fitxer:Flag of Brazil.svg\|23x15px\|border \|alt=Brasil\|link=Selecció de futbol del Brasil\|{{#if:\|]] Baltazar - [[Fitxer:Flag of Brazil.svg\|23x15px\|border \|alt=Brasil\|link=Selecció de futbol del Brasil\|{{#if:\|]] Djalma Santos - [[Fitxer:Flag of France (1794–1815, 1830–1974).svg\|23x15px\|border \|alt=França\|link=Selecció de futbol de França\|{{#if:\|]] Jean Vincent - [[Fitxer:Flag of France (1794–1815, 1830–1974).svg\|23x15px\|border \|alt=França\|link=Selecció de futbol de França\|{{#if:\|]] Raymond Kopa - [[Fitxer:Flag of Mexico.svg\|23x15px\|border \|alt=Mèxic\|link=Selecció de futbol de Mèxic\|{{#if:\|]] José Lamadrid - [[Fitxer:Flag of Mexico.svg\|23x15px\|border \|alt=Mèxic\|link=Selecció de futbol de Mèxic\|{{#if:\|]] Tomás Balcázar - [[Fitxer:Flag of Germany.svg\|23x15px\|border \|alt=Alemanya Occidental\|link=Selecció de futbol d'Alemanya Occidental\|{{#if:\|]] Bernd Klodt - [[Fitxer:Flag of Germany.svg\|23x15px\|border \|alt=Alemanya Occidental\|link=Selecció de futbol d'Alemanya Occidental\|{{#if:\|]] Alfred Pfaff - [[Fitxer:Flag of Germany.svg\|23x15px\|border \|alt=Alemanya Occidental\|link=Selecció de futbol d'Alemanya Occidental\|{{#if:\|]] Richard Herrmann - [[Fitxer:Flag of Hungary 1949-1956.svg\|23x15px\|border \|alt=Hongria\|link=Selecció de futbol d'Hongria\|{{#if:\|]] József Tóth - [[Fitxer:Flag of Turkey.svg\|23x15px\|border \|alt=Turquia\|link=Selecció de futbol de Turquia\|{{#if:\|]] Erol Keskin - [[Fitxer:Flag of Turkey.svg\|23x15px\|border \|alt=Turquia\|link=Selecció de futbol de Turquia\|{{#if:\|]] Mustafa Ertan | - [[Fitxer:Flag of Uruguay.svg\|23x15px\|border \|alt=Uruguai\|link=Selecció de futbol de l'Uruguai\|{{#if:\|]] Obdulio Varela - [[Fitxer:Flag of Uruguay.svg\|23x15px\|border \|alt=Uruguai\|link=Selecció de futbol de l'Uruguai\|{{#if:\|]] Javier Ambrois - [[Fitxer:Flag of Italy.svg\|23x15px\|border \|alt=Itàlia\|link=Selecció de futbol d'Itàlia\|{{#if:\|]] Giampiero Boniperti - [[Fitxer:Flag of Italy.svg\|23x15px\|border \|alt=Itàlia\|link=Selecció de futbol d'Itàlia\|{{#if:\|]] Egisto Pandolfini - [[Fitxer:Flag of Italy.svg\|23x15px\|border \|alt=Itàlia\|link=Selecció de futbol d'Itàlia\|{{#if:\|]] Carlo Galli - [[Fitxer:Flag of Italy.svg\|23x15px\|border \|alt=Itàlia\|link=Selecció de futbol d'Itàlia\|{{#if:\|]] Amleto Frignani - [[Fitxer:Flag of Italy.svg\|23x15px\|border \|alt=Itàlia\|link=Selecció de futbol d'Itàlia\|{{#if:\|]] Benito Lorenzi - [[Fitxer:Flag of Italy.svg\|23x15px\|border \|alt=Itàlia\|link=Selecció de futbol d'Itàlia\|{{#if:\|]] Fulvio Nesti - [[Fitxer:Flag of Belgium (civil).svg\|23x15px\|border \|alt=Bèlgica\|link=Selecció de futbol de Bèlgica\|{{#if:\|]] Henri Coppens - [[Fitxer:Flag of England.svg\|23x15px\|border \|alt=Anglaterra\|link=Selecció de futbol d'Anglaterra\|{{#if:\|]] Jimmy Mullen - [[Fitxer:Flag of England.svg\|23x15px\|border \|alt=Anglaterra\|link=Selecció de futbol d'Anglaterra\|{{#if:\|]] Dennis Wilshaw - [[Fitxer:Flag of England.svg\|23x15px\|border \|alt=Anglaterra\|link=Selecció de futbol d'Anglaterra\|{{#if:\|]] Tom Finney - [[Fitxer:Flag of Switzerland.svg\|23x16px\|border \|alt=Suïssa\|link=Selecció de futbol de Suïssa\|{{#if:\|]] Jacques Fatton Gols en pròpia porta - [[Fitxer:Flag of Mexico.svg\|23x15px\|border \|alt=Mèxic\|link=Selecció de futbol de Mèxic\|{{#if:\|]] Raúl Cárdenas - [[Fitxer:Flag of England.svg\|23x15px\|border \|alt=Anglaterra\|link=Selecció de futbol d'Anglaterra\|{{#if:\|]] Jimmy Dickinson - [[Fitxer:Flag of Yugoslavia (1946-1992).svg\|23x15px\|border \|alt=República Federal Socialista de Iugoslàvia\|link=Selecció de futbol de Iugoslàvia\|{{#if:\|]] Ivan Horvat - [[Fitxer:Flag of Uruguay.svg\|23x15px\|border \|alt=Uruguai\|link=Selecció de futbol de l'Uruguai\|{{#if:\|]] Luis Cruz |